# Phryganopteryx watsoni
Phryganopteryx watsoni är en fjärilsart som beskrevs av De Toulgoët 1977. Phryganopteryx watsoni ingår i släktet Phryganopteryx och familjen björnspinnare. Inga underarter finns listade i Catalogue of Life.